# WTA Finals 2022
WTA Finals 2022 là một giải vô địch quần vợt nữ chuyên nghiệp được điều hành bởi Hiệp hội Quần vợt Nữ (WTA). Đây là lần thứ 51 (đơn) và lần thứ 46 (đôi) giải đấu được tổ chức. Giải đấu diễn ra trên mặt sân cứng trong nhà tại Dickies Arena ở Fort Worth, Texas từ ngày 31 tháng 10 đến ngày 7 tháng 11 năm 2022. Đây là lần đầu tiên giải đấu trở lại Hoa Kỳ sau 17 năm, và có 8 tay vợt đơn và 8 đội đôi hàng đầu của WTA Tour 2022 tham dự.

## Giải đấu
WTA Finals 2022 là lần thứ 51 (đơn) và lần thứ 46 (đôi) giải đấu được tổ chức. Giải đấu có 8 tay vợt đơn và 8 đội đôi hàng đầu của mùa giải tham dự.
Giải đấu ban đầu diễn ra tại Shenzhen Bay Sports Center ở Thâm Quyến, Trung Quốc. Tuy nhiên, vào ngày 2 tháng 12 năm 2021, chủ tịch WTA Steve Simon thông báo tất cả các giải đấu dự kiến tổ chức ở cả Trung Quốc và Hồng Kông bị hoãn bắt đầu từ năm 2022, do lo ngại về an ninh và sức khỏe của vận động viên quần vợt Peng Shuai sau cáo buộc cô bị lạm dụng tình dục bởi Trương Cao Lệ, một thành viên cấp cao của Đảng Cộng sản Trung Quốc, và các hạn chế đi lại vì đại dịch COVID-19 tại Trung Quốc đại lục.
Vào ngày 6 tháng 9 năm 2022, WTA thông báo giải đấu diễn ra tại Dickies Arena ở Fort Worth, Texas, Hoa Kỳ từ ngày 31 tháng 10 đến ngày 7 tháng 11 năm 2022, và trở lại Trung Quốc vào năm sau.

### Vòng loại
Ở nội dung đơn, điểm tổng được tính bằng cách kết hợp tổng số điểm từ 16 giải đấu (không bao gồm các giải đấu ITF và WTA 125). Trong 16 giải đấu, kết quả của một tay vợt từ 4 giải Grand Slam, 4 giải WTA 1000 với 1,000 điểm cho tay vợt thắng, và (đối với các tay vợt thi đấu ở vòng đấu chính ít nhất 2 giải) kết quả tốt nhất từ 2 giải WTA 1000 với 900 điểm tối đa phải được bao gồm.
Ở nội dung đôi, điểm tổng được tính bằng bất kì sự kết hợp của 11 giải đấu trong năm. Không giống như nội dung đơn, sự kết hợp này không cần bao gồm kết quả từ các giải đấu Grand Slam hoặc WTA 1000.

### Thể thức
Cả nội dung đơn và đôi có 8 tay vợt/đội thi đấu vòng tròn tính điểm, chia thành 2 bảng, mỗi bảng 4 tay vợt/đội.
Trong 4 ngày đầu của giải đấu, mỗi tay vợt/đội thi đấu với 3 tay vợt/đội khác trong bảng, với 2 vị trí đầu mỗi bảng vào vòng bán kết. Tay vợt/đội đứng nhất ở một bảng thi đấu với tay vợt/đội đứng nhì ở bảng khác, và ngược lại. Tay vợt/đội thắng ở vòng bán kết vào trận chung kết.

#### Các tiêu chí vòng bảng
Bảng xếp hạng cuối cùng được thực hiện bằng các tiêu chí sau:
1. Số trận thắng nhiều nhất.
2. Số trận đã thi đấu.
3. Kết quả đối đầu nếu 2 tay vợt đồng hạng, hoặc nếu 3 tay vợt đồng hạng:

a. Nếu 3 tay vợt cùng số trận thắng, một tay vợt thi đấu ít hơn cả 3 trận bị loại và tay vợt vào vòng trong là người chiến thắng trong trận đấu của 2 tay vợt đồng hạng.
b. Tỉ lệ % set thắng cao nhất.
c. Tỉ lệ % game thắng cao nhất.

## Tiền thưởng và điểm
Tổng số tiền thưởng của WTA Finals 2022 là US$5,000,000.
| Vòng                     | Tiền thưởng                      | Tiền thưởng                      | Điểm     |
| Vòng                     | Đơn                              | Đôi                              | Điểm     |
| ------------------------ | -------------------------------- | -------------------------------- | -------- |
| Vô địch                  | RR + $1,240,000                  | RR + $230,000                    | RR + 750 |
| Á quân                   | RR + $420,000                    | RR + $80,000                     | RR + 330 |
| Bán kết                  | RR + $30,000                     | RR + $5,000                      | RR       |
| Mỗi trận thắng vòng bảng | +$110,000                        | +$20,000                         | 250      |
| Mỗi trận thua vòng bảng  | —                                | —                                | 125      |
| Tham dự                  | $110,000                         | $50,000                          | —        |
| Thay thế                 | 2 trận = $ 1 trận = $ 0 trận = $ | 2 trận = $ 1 trận = $ 0 trận = $ | —        |

1. ↑  Tiền thưởng của nội dung đôi là mỗi đội.
2. 1 2  RR có nghĩa là số tiền thưởng hoặc số điểm giành được ở vòng bảng.

- Một nhà vô địch bất bại sẽ giành được tối đa 1,500 điểm, và $1,680,000 ở đơn hoặc $340,000 ở đôi.

## Các tay vợt giành quyền tham dự

### Đơn
| # | Tay vợt         | Điểm   | Ngày vượt qua vòng loại |
| - | --------------- | ------ | ----------------------- |
| 1 | Iga Świątek     | 10,335 | 12 tháng 9              |
| 2 | Ons Jabeur      | 4,555  | 12 tháng 9              |
| 3 | Jessica Pegula  | 4,316  | 13 tháng 10             |
| 4 | Coco Gauff      | 3,271  | 19 tháng 10             |
| 5 | Maria Sakkari   | 3,121  | 21 tháng 10             |
| 6 | Caroline Garcia | 3,000  | 19 tháng 10             |
| 7 | Aryna Sabalenka | 2,970  | 20 tháng 10             |
| 8 | Daria Kasatkina | 2,935  | 20 tháng 10             |

### Đôi
| # | Tay vợt                               | Điểm  | Ngày vượt qua vòng loại |
| - | ------------------------------------- | ----- | ----------------------- |
| 1 | Barbora Krejčíková Kateřina Siniaková | 4,651 | 12 tháng 9              |
| 2 | Gabriela Dabrowski Giuliana Olmos     | 4,335 | 26 tháng 9              |
| 3 | Coco Gauff Jessica Pegula             | 4,086 | 14 tháng 10             |
| 4 | Veronika Kudermetova · Elise Mertens  | 3,770 | 13 tháng 10             |
| 5 | Lyudmyla Kichenok Jeļena Ostapenko    | 3,745 | 13 tháng 10             |
| 6 | Xu Yifan Yang Zhaoxuan                | 3,580 | 19 tháng 10             |
| 7 | Anna Danilina Beatriz Haddad Maia     | 3,235 | 22 tháng 10             |
| 8 | Desirae Krawczyk Demi Schuurs         | 3,180 | 20 tháng 10             |

## Bảng

### Đơn
Nội dung đơn của giải đấu năm 2022 có một tay vợt số 1, một nhà vô địch và hai nhà á quân Grand Slam. 8 tay vợt được chia thành 2 bảng.
| Bảng Tracy Austin   |
| ------------------- |
| Iga Świątek [1]     |
| Coco Gauff [4]      |
| Caroline Garcia [6] |
| Daria Kasatkina [8] |

| Bảng Nancy Richey   |
| ------------------- |
| Ons Jabeur [2]      |
| Jessica Pegula [3]  |
| Maria Sakkari [5]   |
| Aryna Sabalenka [7] |

### Đôi
Nội dung đôi của giải đấu năm 2022 có bốn tay vợt số 1, ba đội vô địch và hai đội á quân Grand Slam. 8 đội được chia thành 2 bảng.
| Bảng Rosie Casals                             |
| --------------------------------------------- |
| Barbora Krejčíková [1] Kateřina Siniaková [1] |
| Coco Gauff [3] Jessica Pegula [3]             |
| Xu Yifan [6] Yang Zhaoxuan [6]                |
| Desirae Krawczyk [8] Demi Schuurs [8]         |

| Bảng Pam Shriver                             |
| -------------------------------------------- |
| Gabriela Dabrowski [2] Giuliana Olmos [2]    |
| Veronika Kudermetova [4] · Elise Mertens [4] |
| Lyudmyla Kichenok [5] Jeļena Ostapenko [5]   |
| Anna Danilina [7] Beatriz Haddad Maia [7]    |

## Điểm xếp hạng
Cập nhật tính đến  ngày 31 tháng 10 năm 2022.

### Đơn
| Xếp hạng | Tay vợt              | Grand Slam | Grand Slam | Grand Slam | Grand Slam | WTA 1000  | WTA 1000  | WTA 1000  | WTA 1000      | WTA 1000      | Kết quả tốt khác | Kết quả tốt khác | Kết quả tốt khác | Kết quả tốt khác | Kết quả tốt khác | Kết quả tốt khác | Kết quả tốt khác | Kết quả tốt khác | Tổng điểm | GĐ | Danh hiệu |
| Xếp hạng | Tay vợt              | Grand Slam | Grand Slam | Grand Slam | Grand Slam | Mandatory | Mandatory | Mandatory | Kết quả tốt 2 | Kết quả tốt 2 | Kết quả tốt khác | Kết quả tốt khác | Kết quả tốt khác | Kết quả tốt khác | Kết quả tốt khác | Kết quả tốt khác | Kết quả tốt khác | Kết quả tốt khác | Tổng điểm | GĐ | Danh hiệu |
| -------- | -------------------- | ---------- | ---------- | ---------- | ---------- | --------- | --------- | --------- | ------------- | ------------- | ---------------- | ---------------- | ---------------- | ---------------- | ---------------- | ---------------- | ---------------- | ---------------- | --------- | -- | --------- |
| Xếp hạng | Tay vợt              | AUS        | FRA        | WI         | USO        | IW        | MI        | MA        | 1             | 2             | 1                | 2                | 3                | 4                | 5                | 6                | 7                | 8                | Tổng điểm | GĐ | Danh hiệu |
| 1        | Iga Świątek          | BK 780     | VĐ 2000    | V32 –      | VĐ 2000    | VĐ 1000   | VĐ 1000   | A 0       | VĐ 900        | VĐ 900        | VĐ 470           | VĐ 470           | CK 305           | BK 185           | V16 105          | V16 105          | TK 60            | V16 55           | 10,335    | 16 | 8         |
| 2        | Ons Jabeur           | A 0        | V128 10    | CK –       | CK 1300    | V64 10    | V16 120   | VĐ 1000   | CK 585        | TK 190        | VĐ 470           | CK 305           | V16 105          | TK 100           | TK 100           | TK 100           | TK 100           | TK 60            | 4,555     | 17 | 2         |
| 3        | Jessica Pegula       | TK 430     | TK 430     | V32 –      | TK 430     | V64 10    | BK 390    | CK 650    | VĐ 900        | BK 350        | TK 190           | BK 185           | V16 105          | V16 105          | V16 55           | V16 55           | V16 30           | V32 1            | 4,316     | 18 | 1         |
| 4        | Coco Gauff           | V128 10    | CK 1300    | V32 –      | TK 430     | V32 65    | V16 120   | V16 120   | TK 190        | TK 190        | TK 190           | BK 185           | BK 110           | V16 105          | TK 100           | TK 100           | V16 55           | V64 1            | 3,271     | 19 | 0         |
| 5        | Maria Sakkari        | V16 240    | V64 70     | V32 –      | V64 70     | CK 650    | V64 10    | V32 65    | CK 585        | BK 350        | CK 305           | TK 190           | BK 185           | CK 180           | V16 105          | TK 60            | V16 55           | V32 1            | 3,121     | 22 | 0         |
| 6        | Caroline Garcia      | V128 10    | V64 70     | V16 –      | BK 780     | V64 35    | V128 10   | V16 30    | VĐ 930        | V16 105       | VĐ 280           | VĐ 280           | BK 110           | BK 110           | TK 100           | TK 60            | V32 60           | V16 30           | 3,000     | 21 | 3         |
| 7        | Aryna Sabalenka      | V16 240    | V32 130    | A –        | BK 780     | V64 10    | V64 10    | V64 10    | BK 350        | BK 350        | CK 305           | TK 190           | CK 180           | V16 105          | TK 100           | TK 100           | V16 55           | V16 55           | 2,970     | 20 | 0         |
| 8        | Daria Kasatkina      | V32 130    | BK 780     | A –        | V128 10    | V32 65    | V64 10    | V16 120   | BK 350        | V16 105       | VĐ 470           | VĐ 280           | BK 185           | BK 110           | V16 105          | TK 100           | TK 60            | V16 55           | 2,935     | 22 | 2         |
| Thay thế |                      |            |            |            |            |           |           |           |               |               |                  |                  |                  |                  |                  |                  |                  |                  |           |    |           |
| 9        | Veronika Kudermetova | V32 130    | TK 430     | A –        | V16 240    | TK 215    | V16 120   | V64 10    | TK 190        | V16 105       | CK 305           | BK 185           | BK 185           | CK 180           | CK 180           | BK 110           | BK 110           | TK 100           | 2,795     | 20 | 0         |
| –        | Simona Halep         | V16 240    | V64 70     | BK –       | V128 10    | BK 390    | A 0       | TK 215    | VĐ 900        | V32 60        | VĐ 280           | BK 185           | BK 110           | BK 110           | V32 60           | V16 30           | V64 1            |                  | 2,661     | 15 | 2         |
| –        | Ashleigh Barty       | VĐ 2000    | A 0        | A –        | A 0        | A 0       | A 0       | A 0       |               |               | VĐ 470           |                  |                  |                  |                  |                  |                  |                  | 2,470     | 2  | 2         |
| 10       | Madison Keys         | BK 780     | V16 240    | A –        | V32 130    | TK 215    | V64 10    | V64 10    | BK 350        | V16 105       | VĐ 280           | TK 100           | V16 55           | V16 55           | V16 55           | V16 30           | V32 1            | V32 1            | 2,417     | 20 | 1         |

### Đôi
| Xếp hạng | Đội                                   | Điểm    | Điểm    | Điểm    | Điểm    | Điểm    | Điểm    | Điểm    | Điểm    | Điểm    | Điểm    | Điểm    | Tổng điểm | GĐ | Danh hiệu |
| Xếp hạng | Đội                                   | 1       | 2       | 3       | 4       | 5       | 6       | 7       | 8       | 9       | 10      | 11      | Tổng điểm | GĐ | Danh hiệu |
| -------- | ------------------------------------- | ------- | ------- | ------- | ------- | ------- | ------- | ------- | ------- | ------- | ------- | ------- | --------- | -- | --------- |
| 1        | Barbora Krejčíková Kateřina Siniaková | VĐ 2000 | VĐ 2000 | BK 350  | TK 190  | BK 110  | V16 1   | VĐ –    |         |         |         |         | 4,651     | 7  | 3         |
| 2        | Gabriela Dabrowski Giuliana Olmos     | VĐ 1000 | CK 585  | VĐ 470  | TK 430  | BK 390  | BK 350  | CK 305  | V16 240 | TK 190  | TK 190  | BK 185  | 4,335     | 20 | 2         |
| 3        | Coco Gauff Jessica Pegula             | CK 1300 | VĐ 900  | VĐ 900  | VĐ 470  | TK 215  | TK 190  | TK 100  | V64 10  | V32 1   |         |         | 4,086     | 9  | 3         |
| 4        | Veronika Kudermetova · Elise Mertens  | BK 780  | CK 650  | CK 585  | VĐ 470  | BK 350  | V16 240 | TK 190  | BK 185  | CK 180  | V32 130 | V32 10  | 3,770     | 12 | 1         |
| 5        | Lyudmyla Kichenok Jeļena Ostapenko    | VĐ 900  | BK 780  | BK 390  | CK 305  | CK 305  | VĐ 280  | V16 240 | TK 190  | V32 130 | V16 120 | V16 105 | 3,745     | 16 | 2         |
| 6        | Xu Yifan Yang Zhaoxuan                | VĐ 1000 | VĐ 470  | TK 430  | BK 350  | V16 240 | V16 240 | TK 190  | BK 185  | BK 185  | BK 185  | V16 105 | 3,580     | 19 | 2         |
| 7        | Anna Danilina Beatriz Haddad Maia     | CK 1300 | CK 585  | VĐ 470  | V16 240 | TK 190  | BK 185  | V32 130 | V16 105 | V32 10  | V32 10  | V32 10  | 3,235     | 12 | 1         |
| 8        | Desirae Krawczyk Demi Schuurs         | CK 650  | VĐ 470  | TK 430  | BK 350  | BK 350  | TK 190  | BK 185  | BK 185  | V32 130 | V16 120 | V16 120 | 3,180     | 15 | 1         |
| Thay thế |                                       |         |         |         |         |         |         |         |         |         |         |         |           |    |           |
| 9        | Nicole Melichar-Martinez Ellen Perez  | BK 780  | CK 585  | CK 585  | CK 305  | VĐ 280  | BK 185  | V16 120 | V16 105 | V16 105 | TK 100  | V64 10  | 3,160     | 13 | 1         |
| 10       | Caroline Garcia Kristina Mladenovic   | VĐ 2000 | TK 430  | V32 130 |         |         |         |         |         |         |         |         | 2,560     | 3  | 1         |

Chú thích
1. ↑  Vào ngày 2 tháng 12 năm 2021, WTA thông báo Giải quần vợt Trung Quốc Mở rộng 2022 bị hủy do lo ngại về an ninh và sức khỏe của vận động viên quần vợt Peng Shuai.[2]
2. ↑  Vào ngày 20 tháng 5 năm 2022, WTA thông báo sẽ không tính điểm xếp hạng Giải quần vợt Wimbledon 2022 do quyết định cấm các tay vợt Nga và Belarus.[20]
3. 1 2 3 4  Vào ngày 1 tháng 3 năm 2022, WTA thông báo các tay vợt đến từ Nga và Belarus không thi đấu dưới tên hoặc quốc kỳ Nga hoặc Belarus do cuộc tấn công của Nga vào Ukraina.[21]
4. ↑  Vào ngày 15 tháng 9 năm 2022, Simona Halep thông báo cô sẽ không thi đấu phần còn lại của mùa giải sau khi trải qua cuộc phẫu thuật.[22]

## Thành tích đối đầu
Dưới đây là thành tích đối đầu của các tay vợt tính đến ngày 31 tháng 10 năm 2022.

### Đơn
|   |                 | Świątek | Jabeur | Pegula | Gauff | Sakkari | Garcia | Sabalenka | Kasatkina | Tổng số | T–B   |
| 1 | Iga Świątek     |         | 3–2    | 4–1    | 4–0   | 2–3     | 1–1    | 4–1       | 4–1       | 22–9    | 64–8  |
| 2 | Ons Jabeur      | 2–3     |        | 3–2    | 2–3   | 2–1     | 3–0    | 1–2       | 4–2       | 17–13   | 46–15 |
| 3 | Jessica Pegula  | 1–4     | 2–3    |        | 1–0   | 2–3     | 2–2    | 1–3       | 1–0       | 10–15   | 42–18 |
| 4 | Coco Gauff      | 0–4     | 3–2    | 0–1    |       | 1–4     | 2–1    | 3–1       | 0–2       | 9–15    | 38–19 |
| 5 | Maria Sakkari   | 3–2     | 1–2    | 3–2    | 4–1   |         | 0–2    | 2–4       | 1–4       | 14–17   | 37–22 |
| 6 | Caroline Garcia | 1–1     | 0–3    | 2–2    | 1–2   | 2–0     |        | 2–2       | 1–1       | 9–11    | 41–19 |
| 7 | Aryna Sabalenka | 1–4     | 2–1    | 3–1    | 1–3   | 4–2     | 2–2    |           | 3–2       | 16–15   | 30–20 |
| 8 | Daria Kasatkina | 1–4     | 2–4    | 0–1    | 2–0   | 4–1     | 1–1    | 2–3       |           | 12–14   | 40–20 |

### Đôi
|   |                                       | Krejčíková Siniaková | Dabrowski Olmos | Gauff Pegula | Kudermetova Mertens | Kichenok Ostapenko | Xu Yang | Danilina Haddad Maia | Krawczyk Schuurs | Tổng số | T–B   |
| 1 | Barbora Krejčíková Kateřina Siniaková |                      | 1–0             | 0–0          | 1–0                 | 2–1                | 0–0     | 1–1                  | 0–0              | 5–2     | 23–3  |
| 2 | Gabriela Dabrowski Giuliana Olmos     | 0–1                  |                 | 0–1          | 0–1                 | 1–1                | 0–1     | 0–1                  | 2–0              | 3–5     | 35–18 |
| 3 | Coco Gauff Jessica Pegula             | 0–0                  | 1–0             |              | 1–0                 | 1–0                | 1–1     | 0–1                  | 2–1              | 6–3     | 19–6  |
| 4 | Veronika Kudermetova · Elise Mertens  | 0–1                  | 1–0             | 0–1          |                     | 1–1                | 2–1     | 0–0                  | 0–0              | 4–4     | 26–9  |
| 5 | Lyudmyla Kichenok Jeļena Ostapenko    | 1–2                  | 1–1             | 0–1          | 1–1                 |                    | 1–2     | 1–0                  | 0–0              | 5–7     | 33–13 |
| 6 | Xu Yifan Yang Zhaoxuan                | 0–0                  | 1–0             | 1–1          | 1–2                 | 2–1                |         | 0–0                  | 0–2              | 4–6     | 28–19 |
| 7 | Anna Danilina Beatriz Haddad Maia     | 1–1                  | 1–0             | 1–0          | 0–0                 | 0–1                | 0–0     |                      | 1–0              | 4–2     | 21–11 |
| 8 | Desirae Krawczyk Demi Schuurs         | 0–0                  | 0–2             | 1–2          | 0–0                 | 0–0                | 2–0     | 0–1                  |                  | 3–5     | 29–15 |

## Nhà vô địch

### Đơn
- Caroline Garcia đánh bại  Aryna Sabalenka 7–6(7–4), 6–4

### Đôi
- Veronika Kudermetova /  Elise Mertens đánh bại  Barbora Krejčíková /  Kateřina Siniaková 6–2, 4–6, [11–9]